# Гірнича наука, освіта та преса Албанії
Гірнича наука, освіта та преса Албанії
Інженерні кадри для гірничої промисловості Албанії готують на геологічному факультеті Тиранського державного університету та у Політехнічному університеті Тирани.
Крім того, дослідження з наук про Землю, зокрема, дотичні до гірництва виконуються в Академії наук Албанії (Відділення природних і технічних наук, відділ технологічного та інноваційного розвитку). 
Основний журнал гірничого профілю "Buletin I. Universitetit shtetёror tё Tiranes. Seria shkencat. Natyrore".